# 埃爾米斯蒂火山

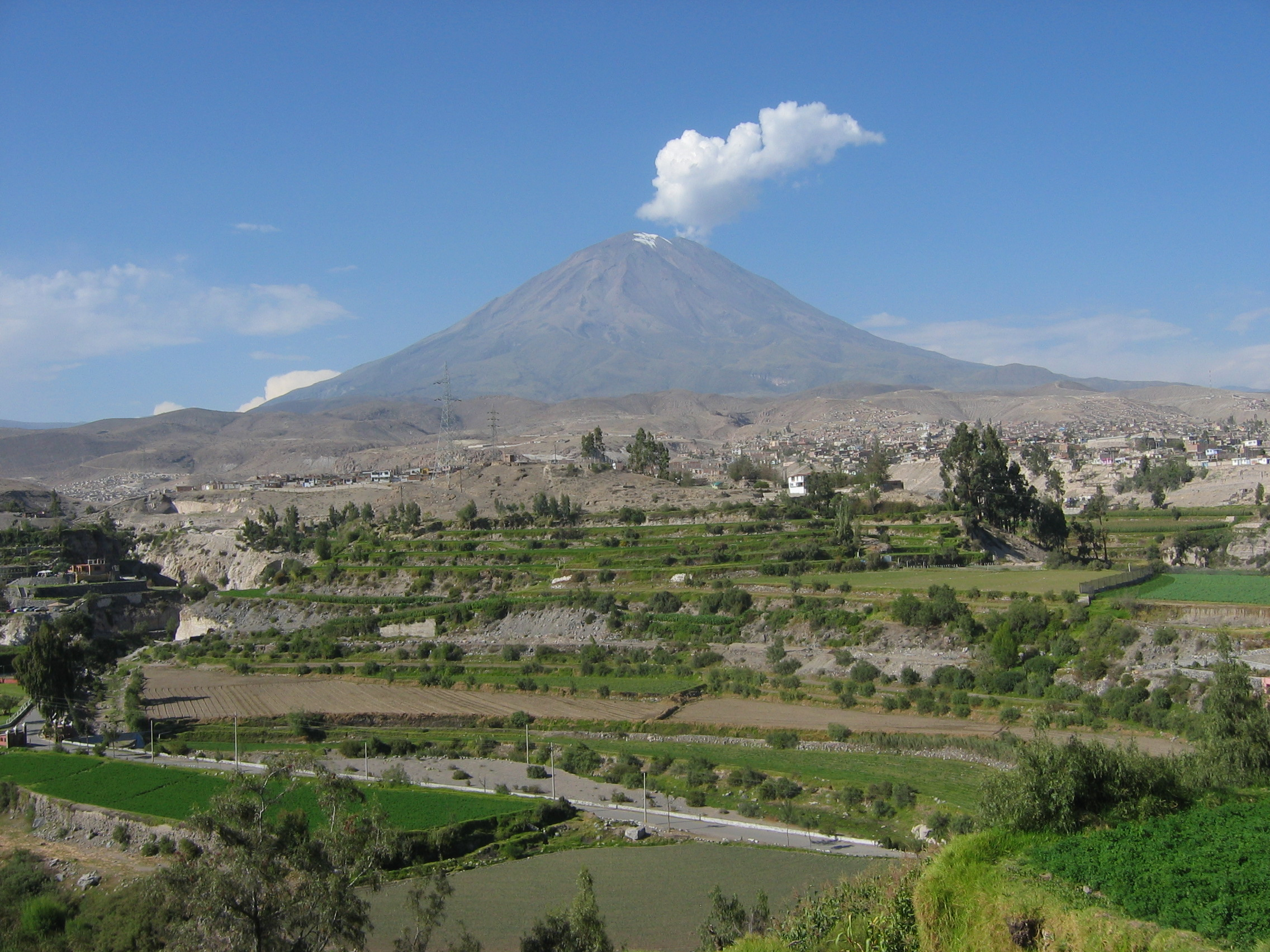

埃爾米斯蒂火山（El Misti，又稱Guagua-Putina）是秘魯的火山，位於該國南部，毗鄰第二大城市阿雷基帕，屬於安第斯山脈的一部分，海拔高度5,822米，最近一次火山噴發在1985年發生。